# Paweł Tregubow
Paweł Władimirowicz Tregubow, ros. Павел Владимирович Трегубов (ur. 21 grudnia 1971 w Krasnodarze) – rosyjski szachista, działacz i trener szachowy (FIDE Senior Trainer od 2012), arcymistrz od 1994 roku.

## Kariera szachowa
W 1999 r. podzielił I m. w Cappelle-la-Grande (wspólnie z Simenem Agdesteinem i Michaiłem Gurewiczem). Największy sukces w dotychczasowej karierze osiągnął w roku 2000, zwyciężając w I indywidualnych mistrzostwach Europy, rozegranych w Saint-Vincent. W tym samym roku wystąpił w Pucharze Świata w Shenyang oraz w mistrzostwach świata FIDE w New Delhi (rozgrywanych systemem pucharowym), w których awansował do II rundy. Również w roku 2000 podzielił I miejsce (wraz z Michaiłem Gurewiczem i Ivanem Sokolovem) w otwartym turnieju w Amsterdamie. W 2007 podzielił I miejsce (wraz z Laurentem Fressinetem i Maximem Vachier-Lagrave) w mistrzostwach Paryża. W 2008 r. odniósł kolejny sukces, dzieląc I m. (wspólnie z Jurijem Drozdowskim, Borysem Gelfandem i Rusłanem Ponomariowem) w turnieju Pivdenny Bank Chess Cup w Odessie.
Najwyższy ranking w dotychczasowej karierze osiągnął 1 lipca 2008 r., z wynikiem 2658 punktów zajmował wówczas 62. miejsce na światowej liście FIDE.
W latach 2006–2008 pełnił funkcję prezydenta Stowarzyszenia Szachowych Zawodowców (ACP).